# Weidelwangermühle
Weidelwangermühle (oberfränkisch: Waidlwangaml) ist ein Gemeindeteil der Stadt Pegnitz im Landkreis Bayreuth (Oberfranken, Bayern). Weidelwangermühle liegt in der Gemarkung Hainbronn.

## Lage
Der Weiler liegt am rechten Ufer der Pegnitz. Die dortige Mehlmühle wurde bis 2008 betrieben. Zur Einöde gehören ein wasserkraftbetriebenes Sägewerk sowie die 2001 auf dem Fundament einer ehemaligen Marienkapelle erbaute Hofkapelle „Zum Guten Hirten“. Westlich der Bahnstrecke Nürnberg–Cheb gibt es vier weitere Wohngebäude. Eine Gemeindeverbindungsstraße führt an der Nordgrenze des Veldensteiner Forstes entlang nach Stein (1,2 km westlich) bzw. nach Weidlwang zur Staatsstraße 2162 (0,3 km östlich).

## Geschichte
Der Ort wurde 1490 als „Mule zu Weydelbangk“ erstmals schriftlich erwähnt. Bei dieser Erwähnung handelt es sich um eine Verordnung angesichts eines Streites zwischen Abt Werner (Wernnher) Lochner, der zwischen 1461 und 1494 Abt des nahegelegenen Klosters Michelfeld war, und dem damaligen Müller von Weidelwang ("Conntzen urban") in Bezug auf das Wehr oberhalb der Mühle.
Mit dem Gemeindeedikt (frühes 19. Jahrhundert) wurde Weidelwangermühle dem Steuerdistrikt Hainbronn und der Ruralgemeinde Hainbronn zugewiesen. Am 1. Mai 1978 wurde Weidelwangermühle im Zuge der Gebietsreform in Bayern nach Pegnitz eingegliedert. Während die Einöde politisch zu Oberfranken gehört, ist sie in kirchlicher Hinsicht ein Teil der oberpfälzischen Pfarrei Michelfeld im Erzbistum Bamberg.